# Arskij rajon
L'Arskij rajon (in russo Арский район?, in tataro: Арча районы) è un municipal'nyj rajon della Repubblica Autonoma del Tatarstan, in Russia. Istituito il 10 agosto 1930, occupa una superficie di 1 842 chilometri quadrati, conta 51 031 abitanti ed è suddiviso in una città e 16 comuni rurali. Il capoluogo è la città di Arsk. Il territorio del distretto è attraversato dal fiume Kazanka.